# Cacofonía
Se llama cacofonía a la disonancia que produce la combinación inarmónica de sonidos en una frase o palabra. La palabra, como tal, proviene del griego κακοφωνία (kakophonía), que se compone de las raíces κακός (kakós), que significa ‘malo’ o ‘desagradable’, y φωνή (phoné) que significa ‘sonido’.
La cacofonía puede producirse como consecuencia de la repetición innecesaria, exagerada o cercana de un sonido en una misma frase. Así, ejemplos de cacofonías podrían ser:
- Él dijo que va a bajar abajo.
- El director técnico anuncia su renuncia.
- El comentarista comentó que los hinchas estaban de pie.
- Están filmando un filme en mi ciudad.
- Su obsesión es la fijación de una condición que detenga esta situación en la región.

Las cacofonías son consideradas un vicio del lenguaje que afecta el discurso, por lo tanto, lo aconsejable es evitarlas a la hora de redactar un texto.
Una forma de identificarlas es leyendo el texto en voz alta. Para corregirlas, por su parte, podemos usar algunas simples técnicas como pasar algunas de las palabras al plural, sustituirlas por un buen sinónimo, o alterar su orden para distanciar los sonidos que estén produciendo la cacofonía.
Por otro lado, las cacofonías también son empleadas en ejercicios de lenguaje para practicar la correcta pronunciación de determinados fonemas. Por ejemplo: “Tres tristes tigres tragaban trigo en un trigal en tres tristes trastos”.
También aparece en frases humorísticas o juegos de palabras como, por ejemplo: "Yo loco, loco y ella loquita. Yo lo coloco y ella lo quita".
La cacofonía puede también emplearse como recurso literario o de estilo para transmitir determinado énfasis o efecto a una idea. Por ejemplo: “¿Cómo quieres que te quiera si la que quiero que me quiera no me quiere como quiero que me quiera?”
Sinónimo de cacofonía, por otro lado, puede ser disonancia. Mientras que su antónimo es eufonía.

## Ejemplos
Y déjame muriendo

un no sé qué que quedan balbuciendo.
San Juan de la Cruz, Cántico espiritual, siglo XVI

En la enseñanza del idioma español, especialmente a niños, se concede el uso adecuado de expresiones cacofónicas formando parte de trabalenguas, como ejercicio para adquirir una pronunciación y una buena articulación:

Tres tristes tigres tragaban trigo en un trigal en tres tristes trastos.

Otros trabalenguas con cacofonías, son:

El que poco coco come, poco coco compra;
el que con poca capa se tapa, poca capa se compra.
Como yo poco coco como, poco coco compro,
y como con poca capa me tapo, poca capa me compro.

Pedro Pérez pide permiso para partir para París,
para ponerse peluca postiza porque parece puerco pelado.

Pepe Pecas pica papas con un pico.
Con un pico pica papas Pepe Pecas.